# Paul Prosper Henrys
Paul Prosper Henrys (ur. 13 marca 1862 w Neufchâteau, zm. 11 listopada 1943 w Paryżu) – generał dywizji armii francuskiej.

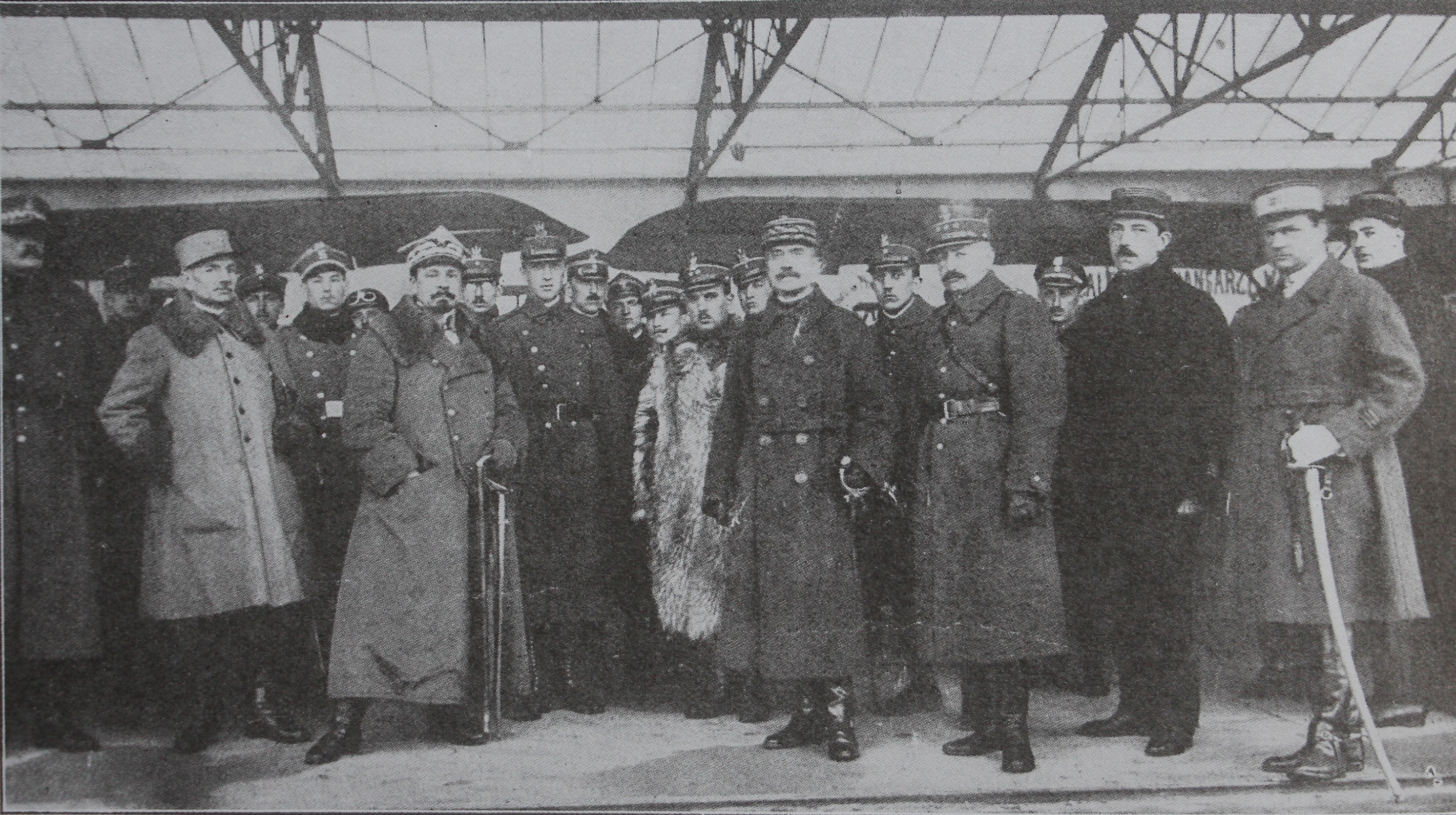
Zajęcie lotniska w Toruniu - gen. Haller i gen. Henrys ze sztabami; styczeń 1920

## Życiorys
W 1884 roku ukończył École spéciale militaire de Saint-Cyr, jako oficer kawalerii przebywał w Afryce Północnej. Pułkownik w 1910 roku. W czasie I wojny światowej był generałem brygady, generał dywizji w listopadzie 1914 roku. Dowódca armii francuskiej na wschodzie od 1917 roku do końca wojny. Szef Francuskiej Misji Wojskowej w Polsce od kwietnia 1919 roku do października 1920 roku. Rada Dziesięciu postanowiła, że będzie dowódcą i szefem sztabu armii polskiej. Generał po przybyciu do Polski uznał to za niemożliwe. Pomyślnie ułożył stosunki z Józefem Piłsudskim. Od czerwca do lipca 1919 roku dowodził Frontem Zachodnim.
Pochowany u Inwalidów w Paryżu.

## Ordery i odznaczenia
- Krzyż Srebrny Orderu Wojskowego Virtuti Militari nr 21 – 1921[1]
- Złoty Wawrzyn Akademicki – 5 listopada 1938[2]